# Pycnogonum (Nulloviger) lobipes
Pycnogonum (Nulloviger) lobipes is een zeespin uit de familie Pycnogonidae. De soort behoort tot het geslacht Pycnogonum. Pycnogonum (Nulloviger) lobipes werd in 1991 voor het eerst wetenschappelijk beschreven door Stock. 